# (38518) 1999 TN252
1999 TN252 (asteroide 38518) é um asteroide da cintura principal. Possui uma excentricidade de 0.16011550 e uma inclinação de 13.50361º.
Este asteroide foi descoberto no dia 8 de outubro de 1999 por LINEAR em Socorro.